# Maggiolo
Maggiolo is een plaats in het Argentijnse bestuurlijke gebied General López in de provincie Santa Fe. De plaats telt 2178 inwoners.

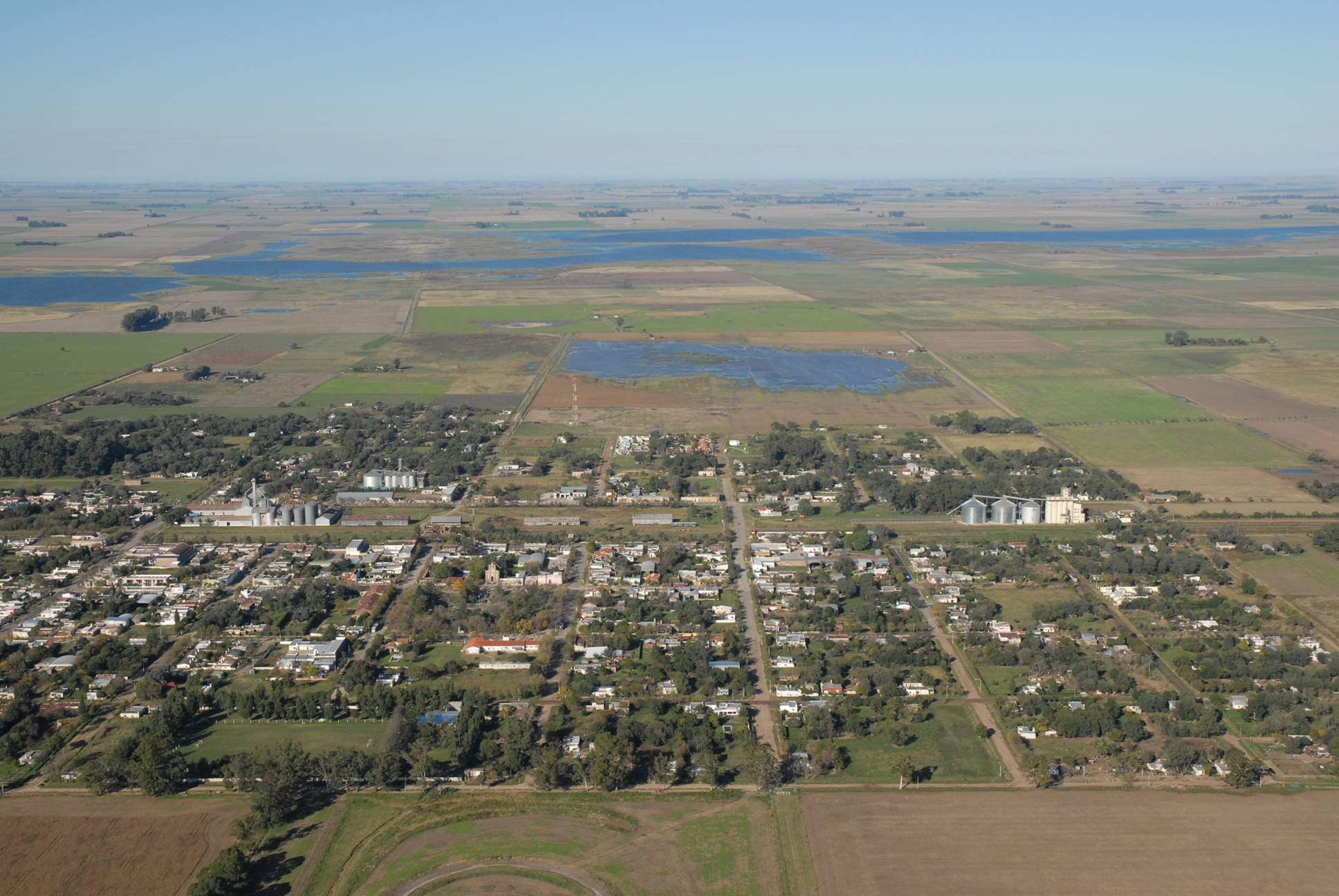
Maggiolo